# Марксовська сільська рада
Ма́рксовська сільська рада (рос. Марксовский сельский совет) — сільське поселення у складі Александровського району Оренбурзької області Росії.
Адміністративний центр — селище Марксовський.

## Населення
Населення — 627 осіб (2019; 744 в 2010, 1144 у 2002).

## Склад
До складу сільської ради входять:
| Населений пункт      | Населення, осіб (2002) | Населення, осіб (2010) |
| -------------------- | ---------------------- | ---------------------- |
| Дмитрієвка, село     | 392                    | 291                    |
| Енгельс, селище      | 109                    | 0                      |
| Курський, селище     | 6                      | 5                      |
| Марксовський, селище | 544                    | 417                    |
| Самарський, селище   | 93                     | 31                     |